# Умаєв Ідріс Ібрагімович
Ідріс Ібрагімович Умаєв (рос. Идрис Ибрагимович Умаев, нар. 15 січня 1999, Комсомольське) — російський футболіст, нападник казахстанського клубу «Шахтар» (Караганда).

## Ігрова кар'єра
Народився 15 січня 1999 року. Вихованець футбольної школи клубу «Ахмат». 2018 року провів свою першу гру за головну команду клубу у розіграші Кубка Росії.
Футбольну кар'єру продовжив 2019 року виступами на умовах оренди за литовську «Палангу», того ж року повернувся до Росії, де грав на аналогічних умовах за «Хімки».
Влітку 2020 року повернувся до «Ахмата», проте знову не зумів закріпитися у його основному складі і, провівши 4 гри за «Ахмат» у чемпіонаті, у жовтні того ж року був відданий в оренду до «Чайки» (Піщанокопське).
30 липня 2021 року знову був відданий в оренду, цього разу да казахстанського «Шахтаря» (Караганда).

## Титули і досягнення
- Володар Кубка Казахстану (1):

«Актобе»: 2024